# كويلة رمكاراتية
كويلة رمكاراتية (الاسم العلمي: Coilia ramcarati) (بالإنجليزية: Ramcarat grenadier anchovy)‏ هي نوع من الأسماك تتبع جنس الكويلة من الفصيلة البلمية.